# Сакилотто, Энио
Энио Сакилотто (англ. Enio Sacilotto; 23 июля 1958, Ванкувер, Канада) — канадский хоккейный тренер итальянского происхождения. Тренер канадской хоккейной академии «Вест Вэн Уорриорз».

## Карьера
Начинал свою карьеру работой с юношескими и со студенческими командами. В 1988 году переехал в Италию, где Сакилотто несколько лет успешно трудился с коллективами из низших лиг. Затем он вернулся в Канаду, где после работы с «Петиктон Пантерс», ему поступило предложение возглавить швейцарский «Лугано». С первой же попытки Сакилотто выиграл с клубом Швейцарскую хоккейную лигу, а через год занял в ней второе место.
После успехов в Швейцарии канадец тренировал команды из Великобритании, Италии, Норвегии, Дании и Хорватии. Несколько лет специалист входил в тренерской штаб канадской молодежной команды «Виктория Роялз», а также являлся тренером юниорской сборной Канады.
В 2017—2019 гг. Энио Сакилотто был главным тренером сборной Хорватии. Под его руководством она вылетела из Первого дивизиона чемпионата мира.

## Достижения
- Чемпион Швейцарии (1): 1999.
- Серебряный призёр чемпионата Швейцарии (1): 2000.
- Чемпион Хорватской хоккейной лиги: 2010.